# Michel Winock
Michel Winock (Arcueil, 19 de março de 1937) é um historiador e professor francês.
Recebeu o Prêmio Gobert em 2011.

## Biografia
Filho caçula de cinco filhos, seu pai foi motorista de ônibus sua mãe uma lojista, ele nasceu em Arcueil. Em 1961 ele obteve na Universidade de Paris o doutorado de letras e a agregação de história: sua tese intitulava-se de Crises e ideias de crise na França (1871-1968). Iniciou a profissão de professor de história e geografia ministrando aulas no ensino médio, e depois tornou-se sucessivamente professor assistente, professor em Paris VIII e professor do Instituto de Estudos Políticos de Paris (IEP), lecionando também no exterior.
Colaborou com a revista Esprit em 1962 e tornou-se consultor e diretor literário da editora Seuil. No início da década de 1980 participou da criação da coleção História da Vida Privada, dirigida pelos historiadores Georges Duby e Philippe Ariès, mas não concluiu o trabalho junto de seus colegas. Em 1978, ele co-fundou a revista L'Histoire, visando popularizar os conteúdos de história para o público em geral. Seu trabalho atualmente se concentra na história das ideias e comportamentos políticos.